# White Tiger (film)
White Tiger è un film muto del 1923 scritto, sceneggiato e diretto da Tod Browning.

## Trama
Tre ladri internazionali si recano negli Stati Uniti. Uno dei tre, il conte Donelli, si scoprirà alla fine, ha ucciso il padre degli altri due, Sylvia e Roy Donovan, che ignorano di essere fratello e sorella.

## Produzione
Il film fu prodotto dall'Universal Pictures (con il nome Universal Jewel).
Tod Browning aveva scritto per lo schermo un soggetto che poi sceneggiò insieme a Charles Kenyon; le didascalie sono attribuite a Gardner Bradford. Nel cast tecnico, figurano il montatore Errol Taggart e lo scenografo E.E. Sheeley

## Distribuzione
Distribuito dall'Universal Pictures, il film uscì nelle sale cinematografiche USA il 17 dicembre 1923. In Spagna, il distributore gli diede il titolo di El tigre blanco, facendolo uscire il 26 maggio 1924.
Copia del film viene conservata in un positivo 16 mm.
Il film viene citato e se ne vedono brani nel documentario del 1988 Kingdom of Shadows diretto da Bret Wood.
Nel 2002, venne distribuito in DVD dalla Grapevine Video; il 28 dicembre 2010, uscì pubblicato dall'Alpha Home Entertainment. Entrambi i DVD sono stati distribuiti in NTSC.